# Pietre in equilibrio
Pietre in equilibrio è una forma di espressione artistica consistente nella realizzazione di composizioni fatte con pietre poste in equilibrio una sull'altra, che in apparenza sembrano essere fisicamente impossibili. Le opere hanno sempre una durata limita, da pochi secondi ad alcuni giorni. Possono essere incluse in questa forma di espressione artistica anche gli inukshuk. Negli ultimi anni movimenti di artisti nati in diverse parti del mondo hanno promosso la diffusione di questa forma d'arte.

## Descrizione
Mettere in equilibrio delle pietre può essere considerata una performance artistica, espressione particolare della Land Art o come arte effimera. La ricerca dell'equilibrio di due o più pietre esige pazienza ed umiltà, estraneazione dallo scorrere del tempo, immersione nella natura, ascolto dei suoni e del silenzio.. È una disciplina mentale che aumenta la sensibilità e la percezione dello scambio di energia tra il soggetto e la pietra da porre in equilibrio come viene riferito nel manifesto artistico internazionale dello stone balance.
Balancer sono chiamati coloro che erigono le figure di pietra in equilibrio, chiamate anche sculture. La personale sensibilità artistica e bravura nella ricerca dell'equilibrio fa sì che le opere siano molto personali, e facilmente riconoscibili.

### Tipi differenti di pietre in equilibrio
- Equilibrio puro: ogni roccia è in equilibrio su un'altra grazie ad un solo punto di appoggio;
- Equilibrio a contrasto (Counter balance): rocce più piccole che dipendono dal peso delle rocce sovrastanti per mantenere l'equilibrio;
- Pietre accatastate (Stacking balance): rocce posate una sull'altra a formare strutture di altezza elevata;
- Free style: miscela di equilibrio puro ed equilibrio counter, nella struttura possono essere inclusi archi.

## Artisti balancer
- Bill Dan, tra i più famosi artisti di Rock balancing, vive a San Francisco ed ha reso questa forma di arte popolare in tutta l'America e nel mondo[5];
- Andy Goldsworthy, artista scozzese, esponente di spicco della Land art;
- John Félice Ceprano, artista e fotografo canadese, che spazia dalla Land Art alla pittura sempre in cerca di forme di equilibrio statico e visivo[6];
- Nadine Fourrè, artista francese che ha incentrato la sua ricerca nella forma estetica, facendo interagire l'equilibrio delle pietre con la presenza di materiale legnoso[7];
- Michael Grab importante artista del Colorado le cui sculture, al limite del possibile, sono frutto di meditazione e di ricerca di unità con la natura[8]
- Marco Quercioli, artista italiano ha partecipato nel luglio 2024 all'European Land Art Festival (and Stone Stacking Championships), svoltosi a Dunbar in Scozia, aggiudicandosi il titolo di campione del mondo assoluto 2024.